# Loving Annabelle
Loving Annabelle é um filme de 2006 de Katherine Brooks. O filme passa-se num colégio católico feminino, e o enredo gira em torno da estudante rebelde, Annabelle, e da química sexual que desenvolve com a professora de Inglês, Simone Bradley.

## Sinopse
Annabelle Tillman, filha da Senadora Tillman, é uma jovem rebelde, que tendo sido expulsa de duas escolas, é enviada pela mãe para um colégio católico feminino. Annabelle fica no  dormitório que é gerido pela sua professora de Inglês, Simone Bradley. Ao longo do filme as duas desenvolvem uma proximidade e uma química sexual, rejeitada inicialmente por Simone, mas Annabelle é uma jovem persistente.

## Elenco
- Erin Kelly- Annabelle Tillman
- Diane Gaidry- Simone Bradley
- Laura Breckenridge- Colins
- Michelle Horn- Kristen
- Gustine Fudickar- Cat Pegrum
- Ilene Graff- Mother Immaculata
- Markus Flanagan- Michael
- Karen Teliha- Sister Claire -geciane

## Prémios[2]
Atlanta Film Festival
- 2006 Audience Award (Katherine Brooks)

Fort Worth Gay and Lesbian International Film Festival
- 2006 Q Award- Narrative Feature (Katherine Brooks)

L.A. Outfest
- 2006 Audience Award (Katherine Brooks)
- 2006 Grand Jury Award- Best Actress (Diane Gaidry)

Long Island Film Festival
- 2006 Audience Choice Award- Narrative Feature (Katherine Brooks)

Paris Cinema Festival
- 2006 Jury Award (Katherine Brooks)